# Blaštica
Blaštica (makedonska: Блаштица) är ett vattendrag i Nordmakedonien.   Det rinner genom kommunen Kavadarci, i den centrala delen av landet, 90 kilometer sydost om huvudstaden Skopje.